# Vengurla
Vengurla är en ort i Indien.   Den ligger i distriktet Sindhudurg och delstaten Maharashtra, i den sydvästra delen av landet, 1 500 km söder om huvudstaden New Delhi. Vengurla ligger 17 meter över havet och antalet invånare är 12 498.
Terrängen runt Vengurla är huvudsakligen platt, men österut är den kuperad. Havet är nära Vengurla åt sydväst. Runt Vengurla är det ganska tätbefolkat, med 222 invånare per kvadratkilometer. Närmaste större samhälle är Kudāl, 17,7 km norr om Vengurla. I omgivningarna runt Vengurla växer huvudsakligen savannskog.